# Autodromo Nazionale di Monza
El Autodromo Internazionale di Monza es un autódromo ubicado en el parque de la villa real de Monza en las cercanías de Monza, región de Lombardía, Italia, a unos 33 km al norte de la ciudad de Milán. Es conocido popularmente como el Templo de la Velocidad.
El autódromo consiste de tres pistas: el trazado de 5.793 metros usado para los Grandes Premios, la pista Junior que se extiende a lo largo de 2.405 metros, y un circuito peraltado de velocidad de 4.250 metros hoy en desuso. También existe un cuarto trazado, de 10 000 metros (con las chicanes construidas si se volviera a usar mediría 10.043 metros), que es combinación del circuito de GP y del óvalo, que se usó en los primeros años de F1 en Monza.
El circuito es reconocido por albergar el Gran Premio de Italia de Fórmula 1 (solamente una edición se hizo en otra pista), y se caracteriza por el alto porcentaje del trazado que los pilotos recorren con el acelerador a fondo, debido a las largas rectas. El récord actual de la pista, fue marcado por Lewis Hamilton en el Gran Premio de Italia de 2020, con un tiempo de 1:18.887. También en esta pista se llevó a cabo el Gran Premio de Monza, de menor importancia que el GP nacional, pero que contó con cierta relevancia internacional en la era de los Grandes Premios y en inicios de los 50.
El circuito, en sus diferentes versiones, ha albergado todas las temporadas de Fórmula 1 de la historia un Gran Premio, excepto en 1980. Ese año, el Gran Premio de Italia se trasladó a Imola porque en Monza se realizaron importantes obras de remodelación de las instalaciones. Imola continuaría albergando un segundo Gran Premio de Fórmula 1 en Italia ininterrumpidamente hasta 2006 bajo el nombre de Gran Premio de San Marino.
La Fórmula 3000 Internacional, la GP2 Series y la FIA F2 han disputado una carrera en Monza desde 2001 como soporte de Fórmula 1, además de la GP3 y FIA F3. La Fórmula 3000 Internacional también visitó la pista en 1988 y 1990, y su predecesora, la Fórmula 2 Europea, lo hizo en 1973. Otros campeonatos de monoplazas que han corrido en Monza son la Auto GP, la World Series by Renault, la Superleague Formula, la Fórmula Master Internacional, la Fórmula 3 Británica y la Fórmula 3 Española, además de la Fórmula 3 Italiana y la Fórmula Renault Italiana. Además es célebre por albergar la Carrera de los Dos Mundos, una prueba de 500 millas realizada en el trazado oval entre 1957 y 1958, donde se enfrentaron Fórmula 1, Indy y deportivos.
Los 1000 km de Monza es una de las carreras de resistencia más prestigiosas de Europa, luego de las 24 Horas de Le Mans y junto con las carreras de idéntica longitud de Nürburgring, Silverstone y Spa-Francorchamps. Fue disputada desde 1965 hasta 1975, desde 1980 hasta 1985, y en 1987 y 1988, como parte del Campeonato Mundial de Resistencia; en 1997 y 1998 como parte del Campeonato Italiano de Gran Turismos; en 2001 como carrera puntuable del Campeonato de la FIA de Sport Prototipos; y en 2004, 2005, 2007 y 2008 como parte de la Le Mans Series. El Campeonato Mundial de Resistencia y el Campeonato de la FIA de Sport Prototipos también disputaron en Monza carreras más cortas.
Monza albergó el Gran Premio de Italia de Motociclismo, una carrera del Campeonato Mundial de Motociclismo, desde 1949 hasta 1971 y en seis ocasiones más hasta 1987. El Campeonato Mundial de Superbikes tomó el relevo en 1990 y continuó hasta 2013, ausentándose únicamente en 1991 y 1994. El Campeonato Mundial de Turismos disputó una carrera en Monza en todas las temporadas salvo en 2009. La BPR Global GT Series disputó carreras en Monza en 1995 y 1996; su sucesor, el Campeonato FIA GT, lo hizo en ocho ocasiones entre 1999 y 2008; y el Open Internacional de GT lo ha hecho en todas sus temporadas desde 2006.

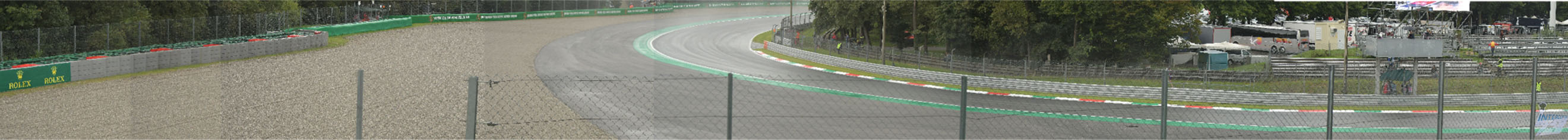
Panorama de la curva Alboreto (Parabolica).

## Historia

El circuito original, usado desde 1922 hasta 1933.

La pista original fue construida entre los meses de mayo y julio de 1922 por 3500 obreros, con financiación del Milan Automobile Club, que creó la Società Incremento Automobilismo e Sport (SISA) para poder desarrollar el autódromo. Inicialmente, se utilizó un terreno de 3,4 km² con una pista de 10 km de extensión, que consistía en un trazado mixto de 5,5 km y un óvalo de 4,5 km. La pista fue inaugurada oficialmente el 3 de septiembre de 1922, y 7 días después fue sede del segundo Gran Premio de Italia.
En 1928, el Gran Premio se vio empañado por el accidente más grave del deporte automovilístico italiano, perdiéndose la vida del piloto Emilio Materassi y 27 espectadores. Debido a esto, los siguientes Grandes Premios se vieron confinados a la sección del óvalo de velocidad hasta 1932. Nuevamente se sucedieron tres muertes en 1933, tras lo cual el trazado fue modificado con el agregado de dos chicanes y la desaparición de las rectas más largas.

El circuito "Florio", usado entre 1935 y 1937.

Entre los años 1938 y 1939 se realizaron grandes remodelaciones, incluyendo la construcción de nuevas tribunas y entradas, el reasfaltado de la pista y la creación de dos nuevas curvas. El trazado resultante, con una extensión de 6,3 km, fue utilizado hasta 1954.
Debido a la guerra, las carreras fueron suspendidas hasta 1948 y gran parte de la pista se vio deteriorada por la falta de mantenimiento. Se realizó una renovación durante dos meses, lo cual permitió que se disputara un Gran Premio el 17 de octubre. Asimismo, el Gran Premio de Italia de Motociclismo se comenzó a celebrar en Monza en el año 1949, coincidiendo con la primera temporada del Campeonato Mundial de Motociclismo. En 1955 se modernizó el trazado en su totalidad, quedando el circuito con un recorrido de 5,75 km y un óvalo de 4,25 km de alta velocidad con curvas de peralte progresivo, que combinados formaban un trazado completo de 10 km.
Los Grandes Premios de 1955, 1956, 1960 y 1961 se realizaron en Monza, pero la tragedia volvería a hacerse presente en este último caso, con la muerte en un accidente de Wolfgang von Trips y 11 espectadores. Esto hizo que se agregaran nuevas barreras de seguridad, y que la zona de reaprovisionamiento de combustible se alejara de la pista aún más. Las áreas de escape se incorporaron en las curvas en 1965 tras un accidente en la carrera de los 1000 km, pero el trazado de la pista no se volvería a modificar sino hasta el año siguiente, con el agregado de chicanes en la zona de curvas peraltadas.
El óvalo se utilizó por última vez en los 1000 km de Monza de 1969. No obstante, las altas velocidades que se alcanzaban en el trazado mixto llevaron al agregado de dos chicanes en 1972: la Curva Grande y Ascari. Las motocicletas, no obstante, continuaron utilizando el circuito rápido, hasta que 5 muertes (siendo las más notables las de Renzo Pasolini y Jarno Saarinen, ambos en el mismo accidente) en dos carreras de la temporada 1973 forzaron la ausencia de dicha prueba hasta 1981. Las chicanes de 1972 resultaron ser muy ineficaces en la reducción de velocidades, al punto que una de ellas fue rediseñada en 1974, la otra en 1976, y la de Lesmo se agregó en ese mismo año, llevando la extensión del trazado a 5,8 km. En el año 1978 en la Fórmula 1, muere el piloto Ronnie Peterson al incendiarse su coche, luego de un fuerte choque.

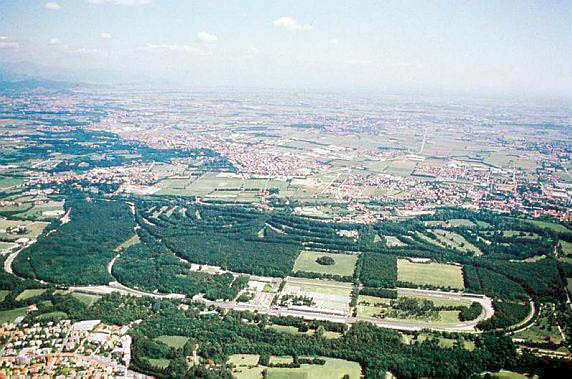
Foto aérea del autódromo de Monza, con la ciudad en la parte superior.

Las nuevas tecnologías permitieron alcanzar nuevamente altas velocidades, por lo cual la pista debió ser modificada sustancialmente en 1979, con el agregado de pianos, zonas de escape y barreras de cubiertas. La infraestructura fue mejorada en general, y se realizaron trabajos adicionales sobre la seguridad del circuito, todo lo cual permitió la vuelta del Campeonato Mundial de Motociclismo en 1981. Durante los 1980, se rediseñaron los paddocks, boxes y tribunas.
En los 1990, las tres curvas principales fueron "apretadas" para reducir velocidades, lo cual llevó la extensión del trazado a 5,77 km. En el año 1997, las tribunas se modificaron para llevar su capacidad a 51.000 espectadores.
En el año 2000 las dos primeras chicanes fueron removidas y reemplazadas por una sola chicana derecha-izquierda, y la Curva Grande fue renovada y rebautizada como Curva del Biassono.
En el 2006, después del Gran Premio de Fórmula 1, el alemán Michael Schumacher anunció que se iba a retirar a fin de temporada.
En el 2008 el alemán Sebastian Vettel logró ser el piloto más joven en conseguir la pole position y ganar un Gran Premio de Fórmula 1.

## Otros eventos
En 2017 fue sede de la última etapa del Giro de Italia, siendo parte de una contrarreloj.

## Ganadores

### Campeonato de Fórmula 2 de la FIA
| Año  | Piloto              | Escudería           | Fecha            | Resultados |
| ---- | ------------------- | ------------------- | ---------------- | ---------- |
| 2017 | Antonio Fuoco       | PREMA Racing        | 2 de septiembre  | Resultados |
| 2017 | Luca Ghiotto        | RUSSIAN TIME        | 3 de septiembre  | Resultados |
| 2018 | Tadasuke Makino     | RUSSIAN TIME        | 1 de septiembre  | Resultados |
| 2018 | George Russell      | ART Grand Prix      | 2 de septiembre  | Resultados |
| 2019 | Nobuharu Matsushita | Carlin              | 7 de septiembre  | Resultados |
| 2019 | Jack Aitken         | Campos Racing       | 8 de septiembre  | Resultados |
| 2020 | Mick Schumacher     | PREMA Racing        | 5 de septiembre  | Resultados |
| 2020 | Callum Ilott        | UNI-Virtuosi Racing | 6 de septiembre  | Resultados |
| 2021 | Théo Pourchaire     | ART Grand Prix      | 11 de septiembre | Resultados |
| 2021 | Jehan Daruvala      | Carlin              | 11 de septiembre | Resultados |
| 2021 | Oscar Piastri       | PREMA Racing        | 12 de septiembre | Resultados |
| 2022 | Jüri Vips           | Hitech Grand Prix   | 10 de septiembre | Resultados |
| 2022 | Jehan Daruvala      | PREMA Racing        | 11 de septiembre | Resultados |
| 2023 | Frederik Vesti      | PREMA Racing        | 2 de septiembre  | Resultados |
| 2023 | Oliver Bearman      | PREMA Racing        | 3 de septiembre  | Resultados |
| 2024 | Oliver Bearman      | PREMA Racing        | 31 de agosto     | Resultados |
| 2024 | Gabriel Bortoleto   | Invicta Racing      | 1 de septiembre  | Resultados |

### Campeonato de Fórmula 3 de la FIA
| Año  | Piloto            | Escudería             | Fecha            | Resultados |
| ---- | ----------------- | --------------------- | ---------------- | ---------- |
| 2019 | Robert Shwartzman | PREMA Racing          | 7 de septiembre  | Resultados |
| 2019 | Yuki Tsunoda      | Jenzer Motorsport     | 8 de septiembre  | Resultados |
| 2020 | Frederik Vesti    | Prema Racing          | 5 de septiembre  | Resultados |
| 2020 | Jake Hughes       | HWA RACELAB           | 6 de septiembre  | Resultados |
| 2022 | Franco Colapinto  | Van Amersfoort Racing | 10 de septiembre | Resultados |
| 2022 | Zane Maloney      | Trident               | 11 de septiembre | Resultados |
| 2023 | Franco Colapinto  | MP Motorsport         | 2 de septiembre  | Resultados |
| 2023 | Jonny Edgar       | MP Motorsport         | 3 de septiembre  | Resultados |
| 2024 | Tim Tramnitz      | MP Motorsport         | 31 de agosto     | Resultados |
| 2024 | Sami Meguetounif  | Trident               | 1 de septiembre  | Resultados |

## Galería

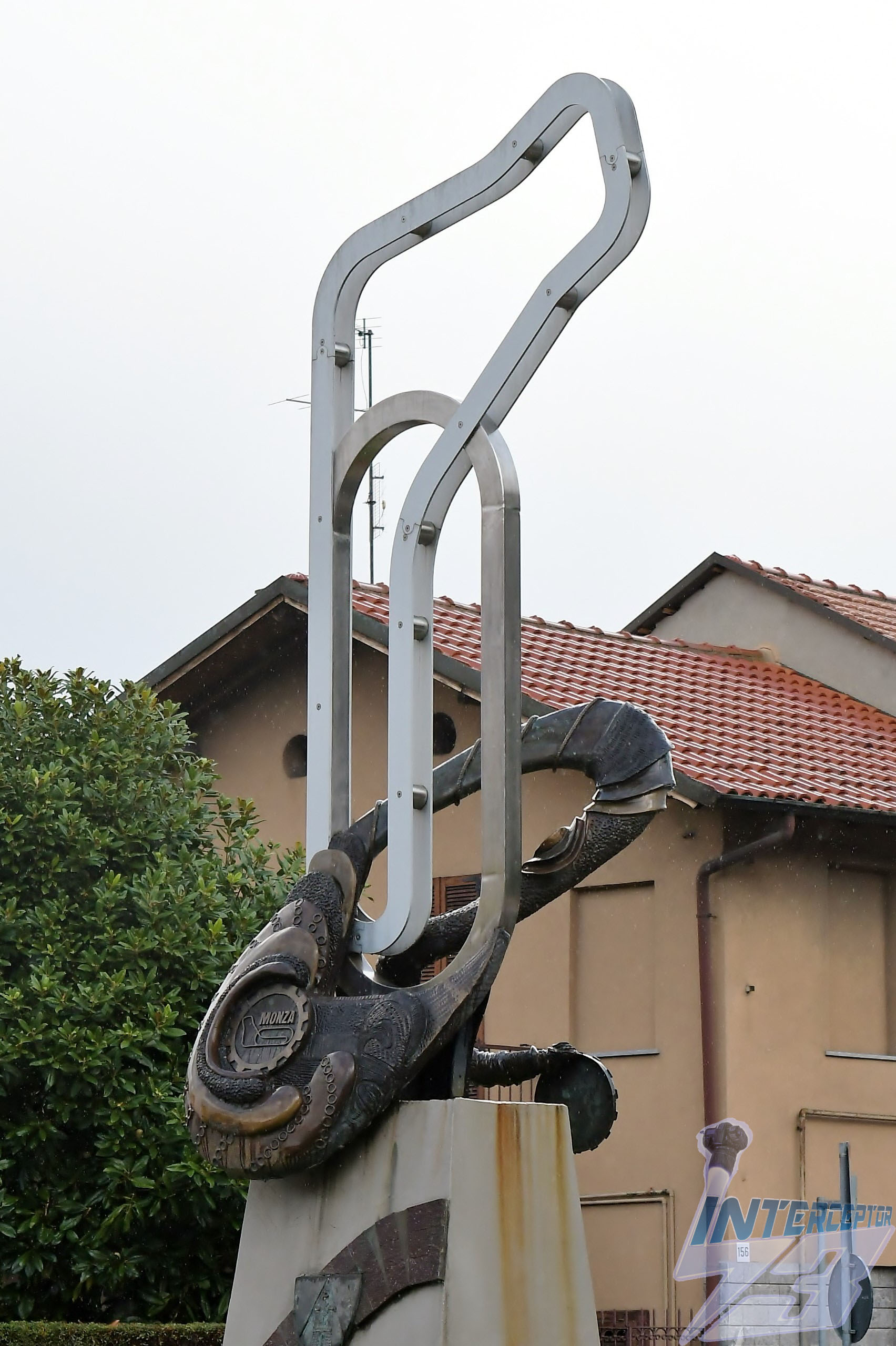
Escultura del circuito presente en el autódromo.

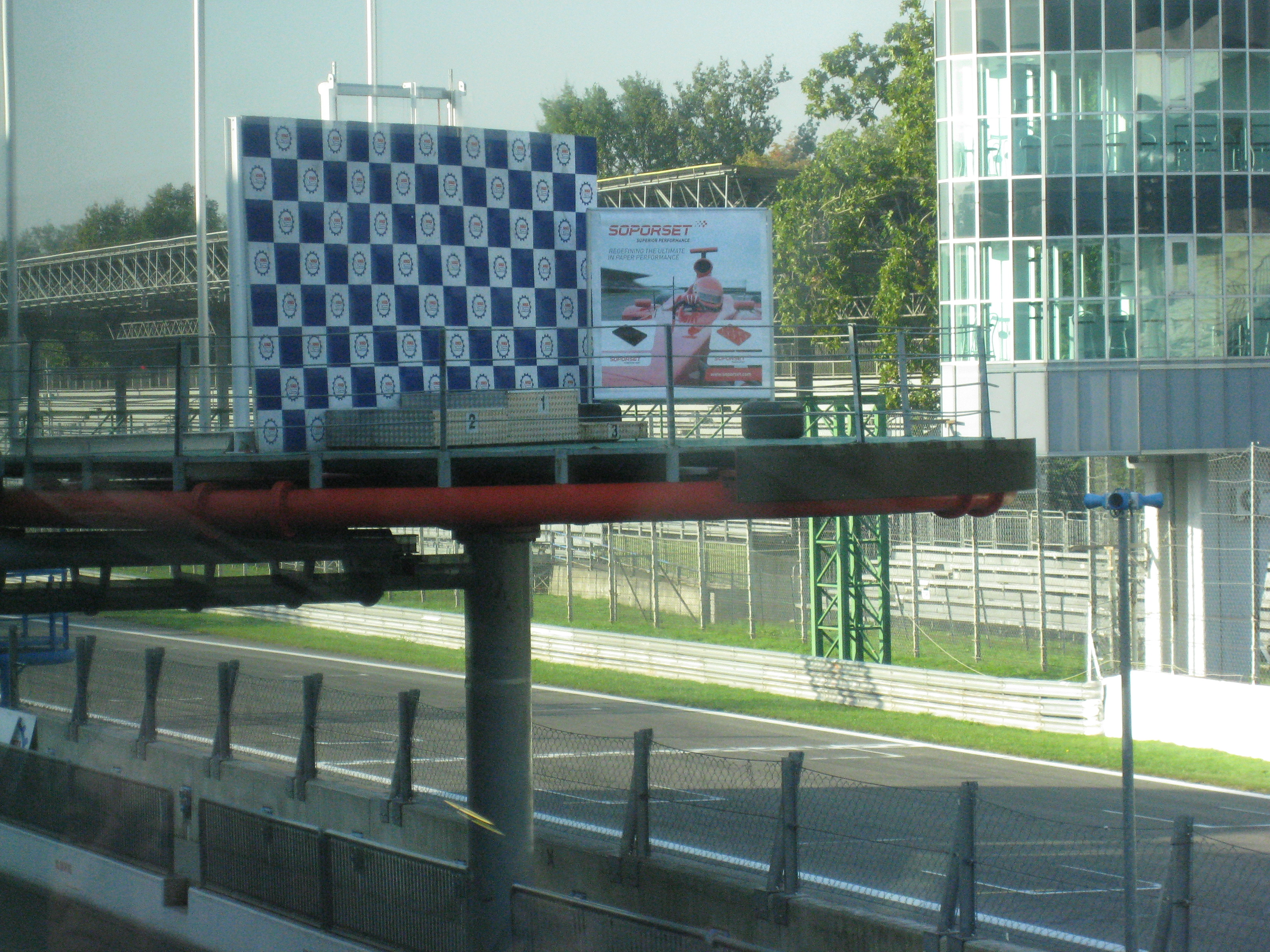
Podio
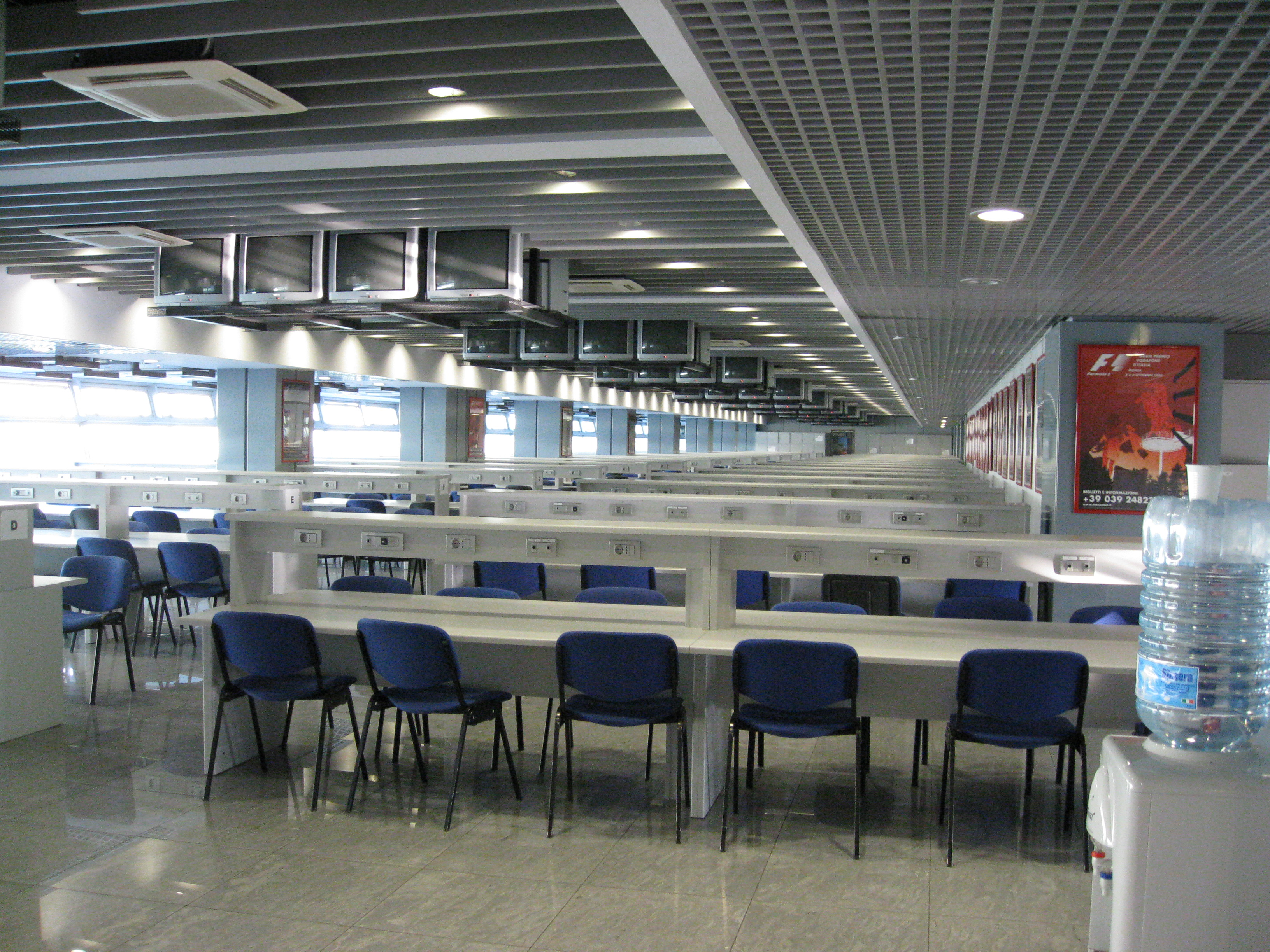
Sala de prensa
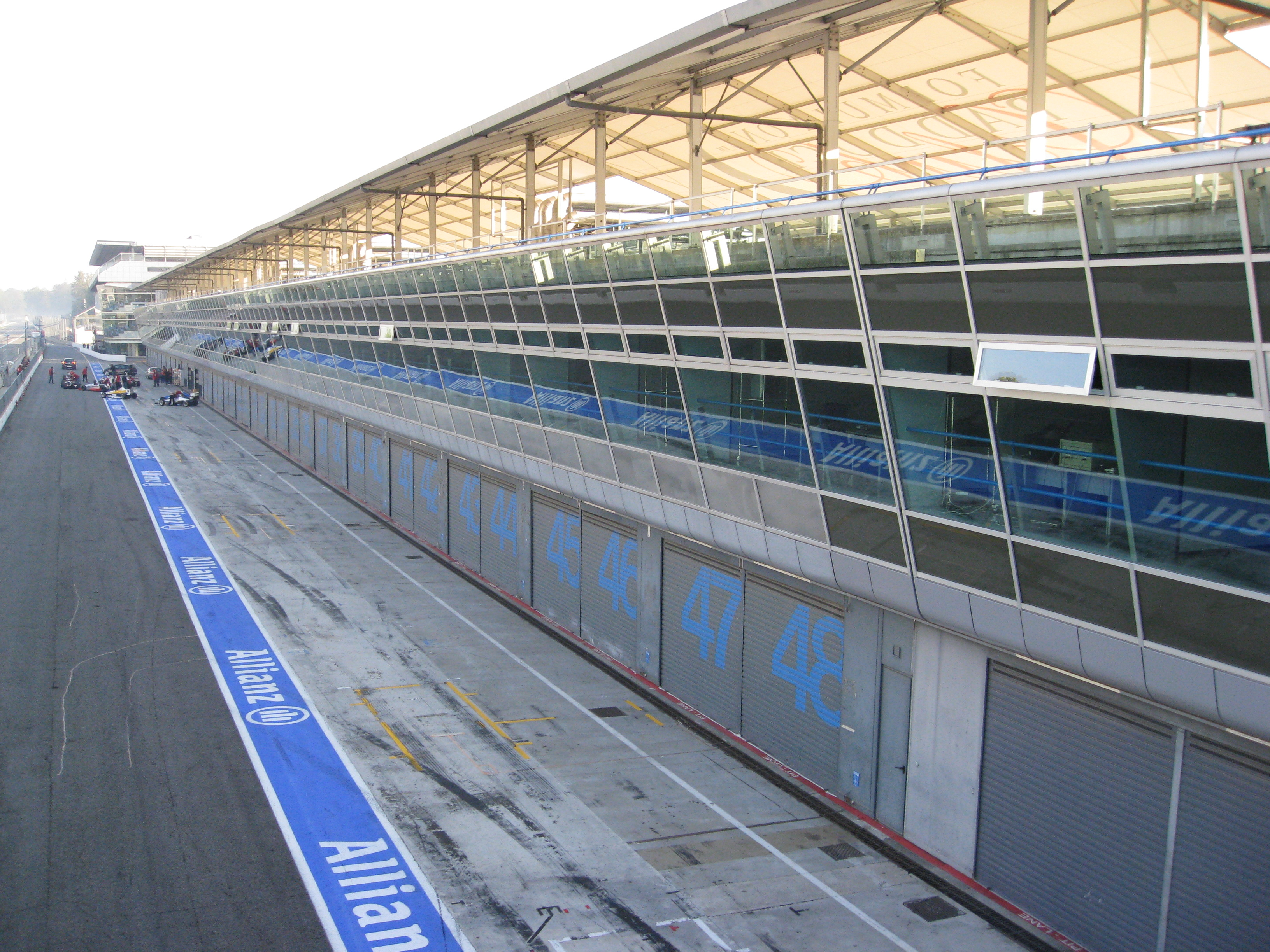
Paddock
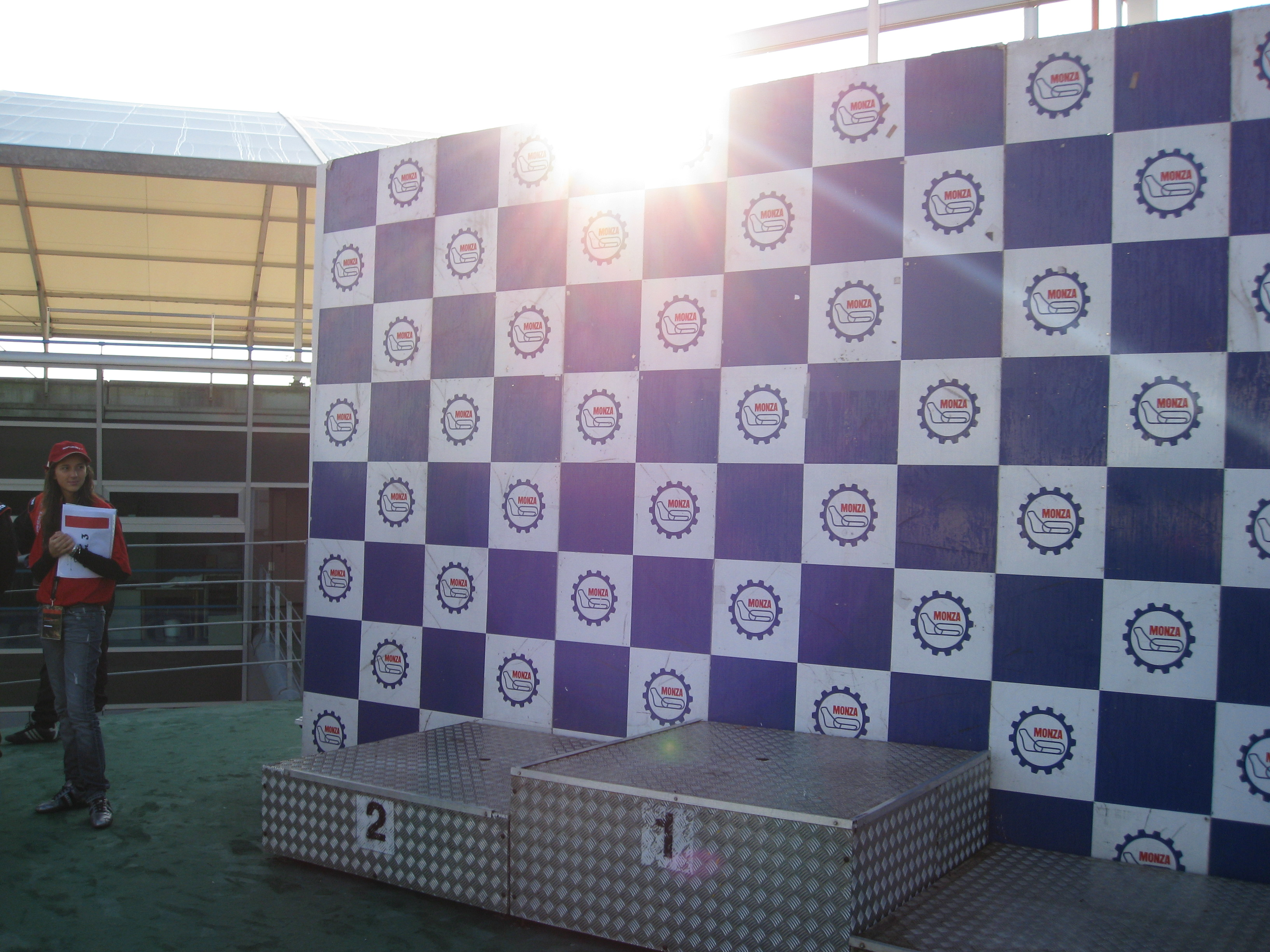
Podio
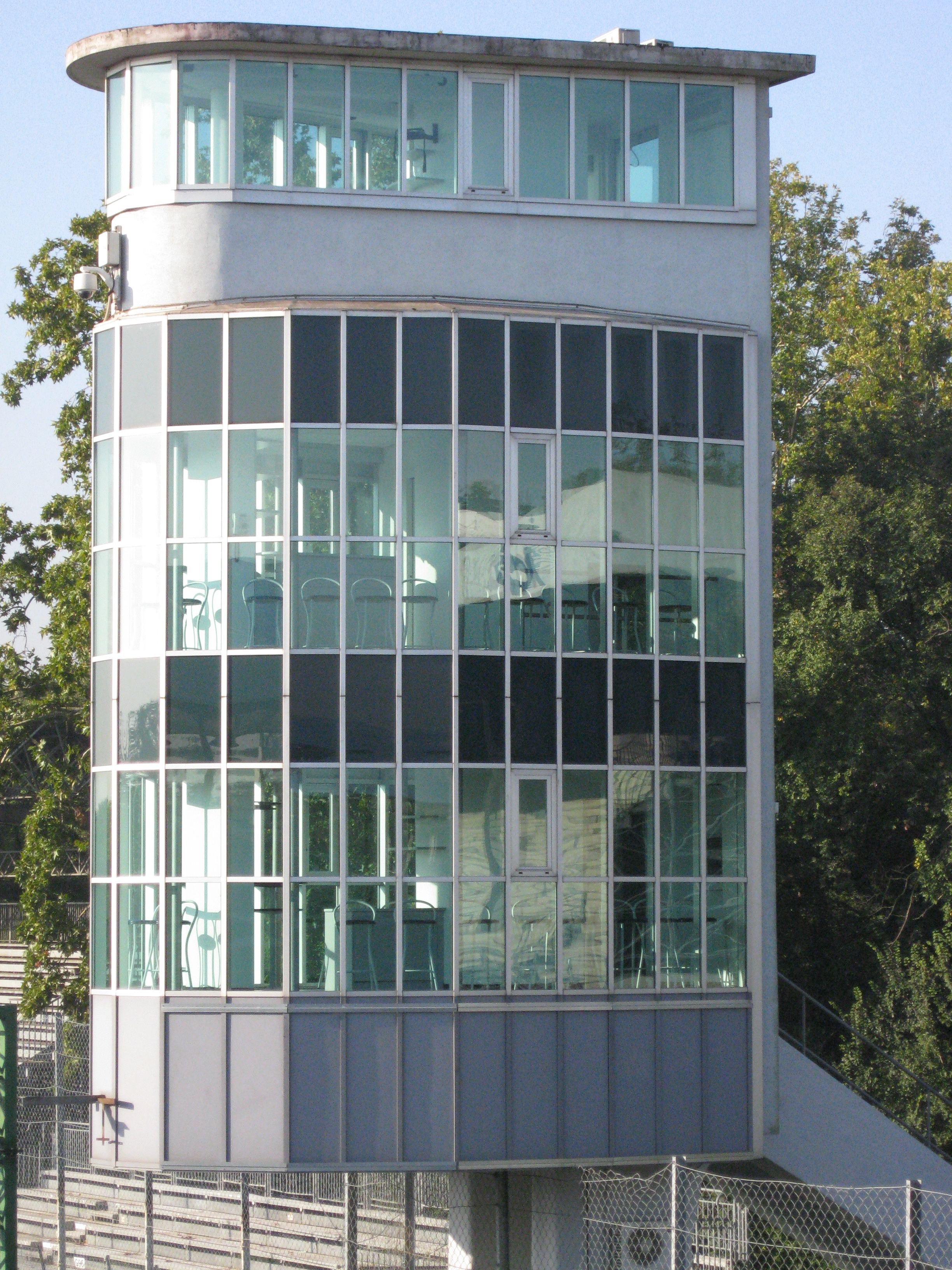
Torre de cronometraje
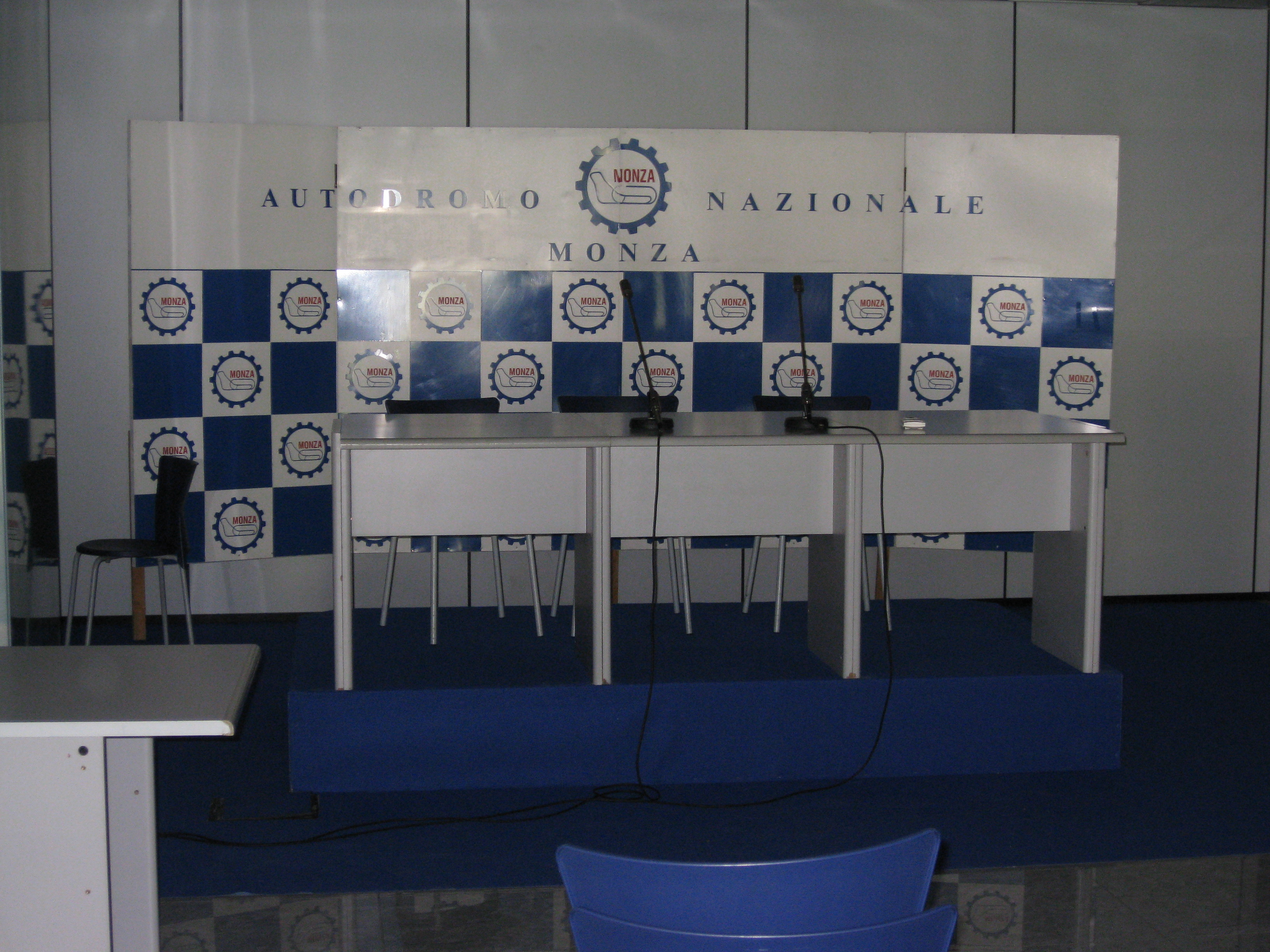
Sala de rueda de prensa para los tres primeros clasificados
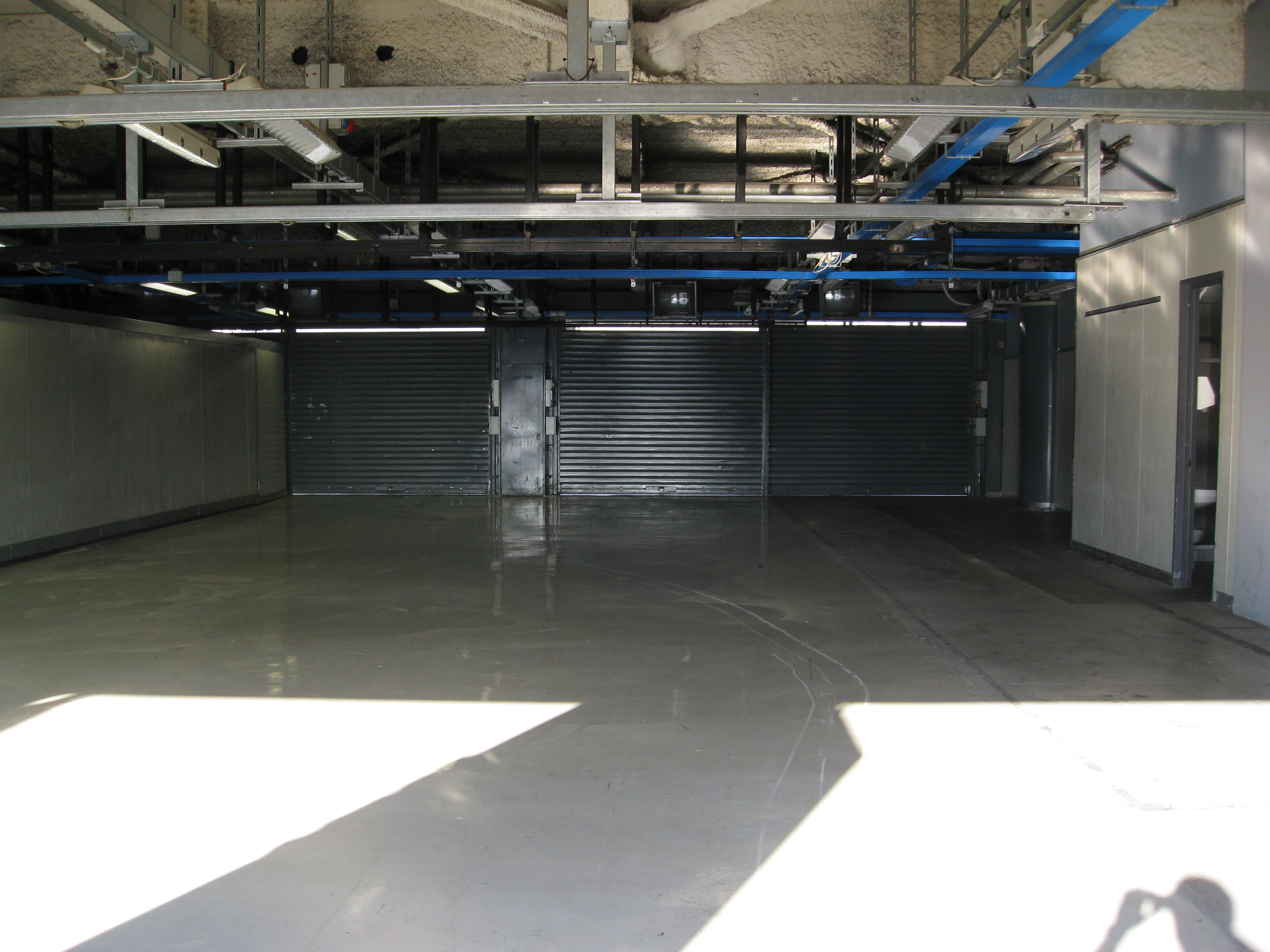
Box
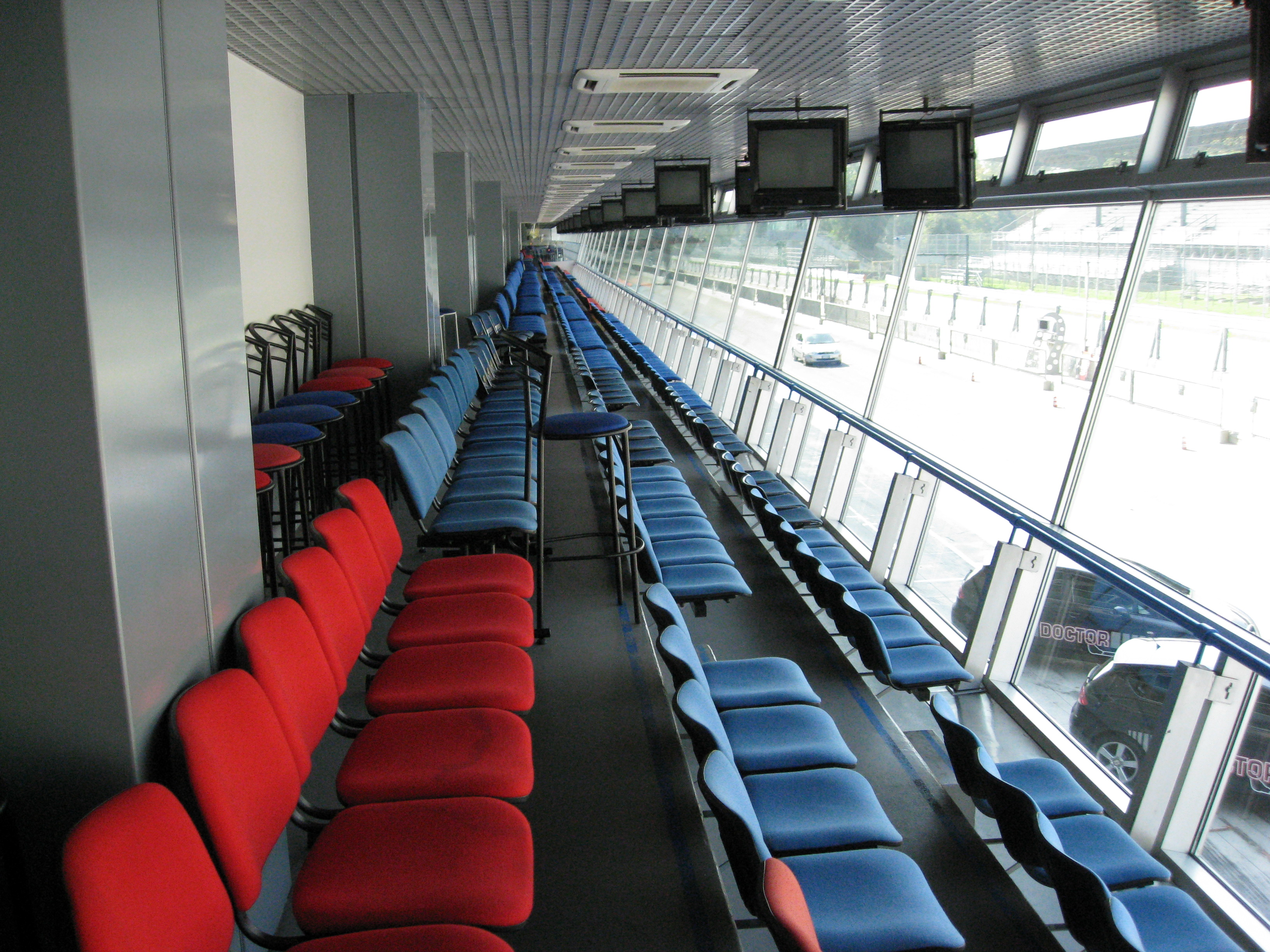
Palco VIP en la recta principal sobre el paddock
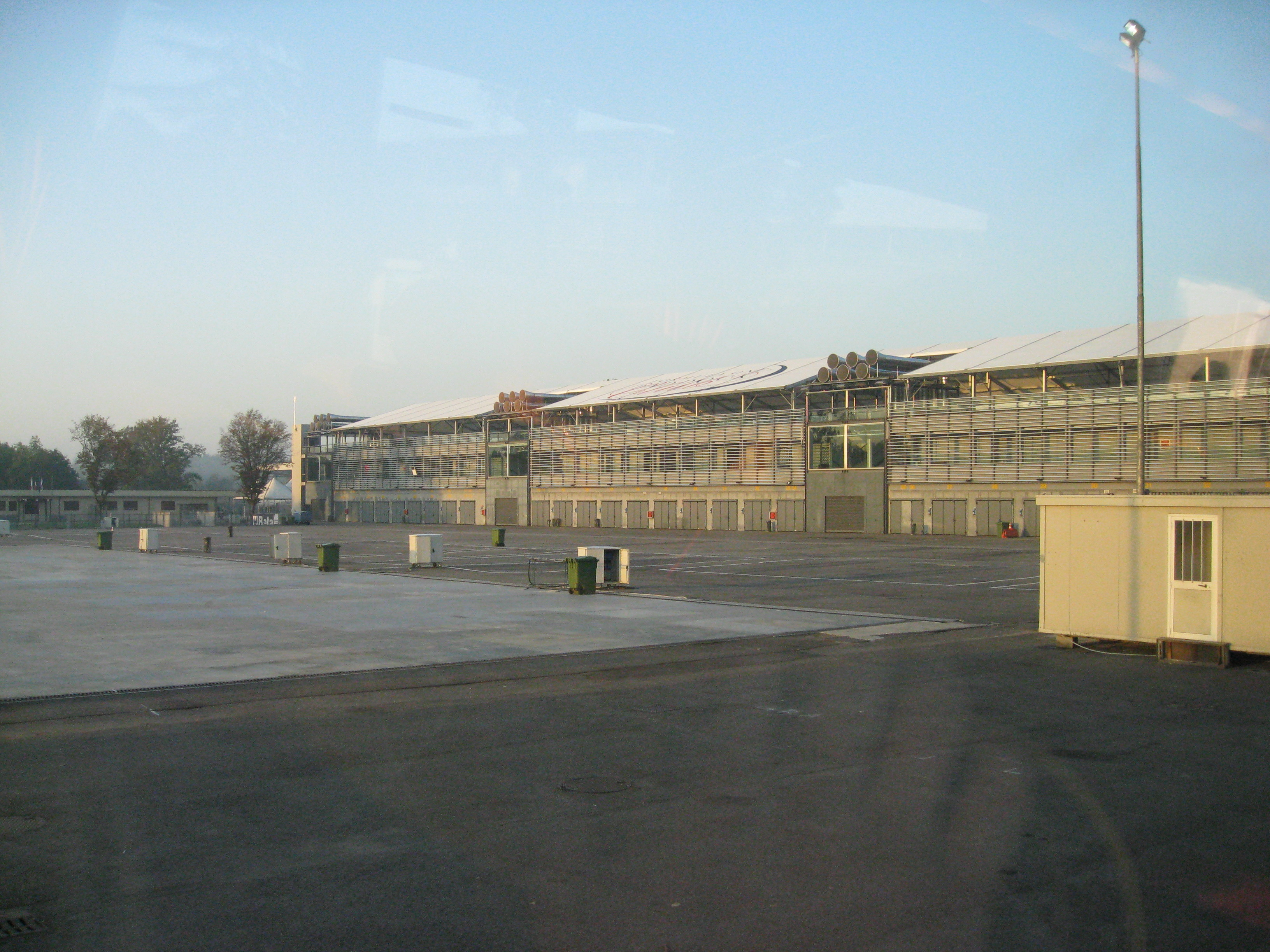
Aparcamiento de zona de boxes
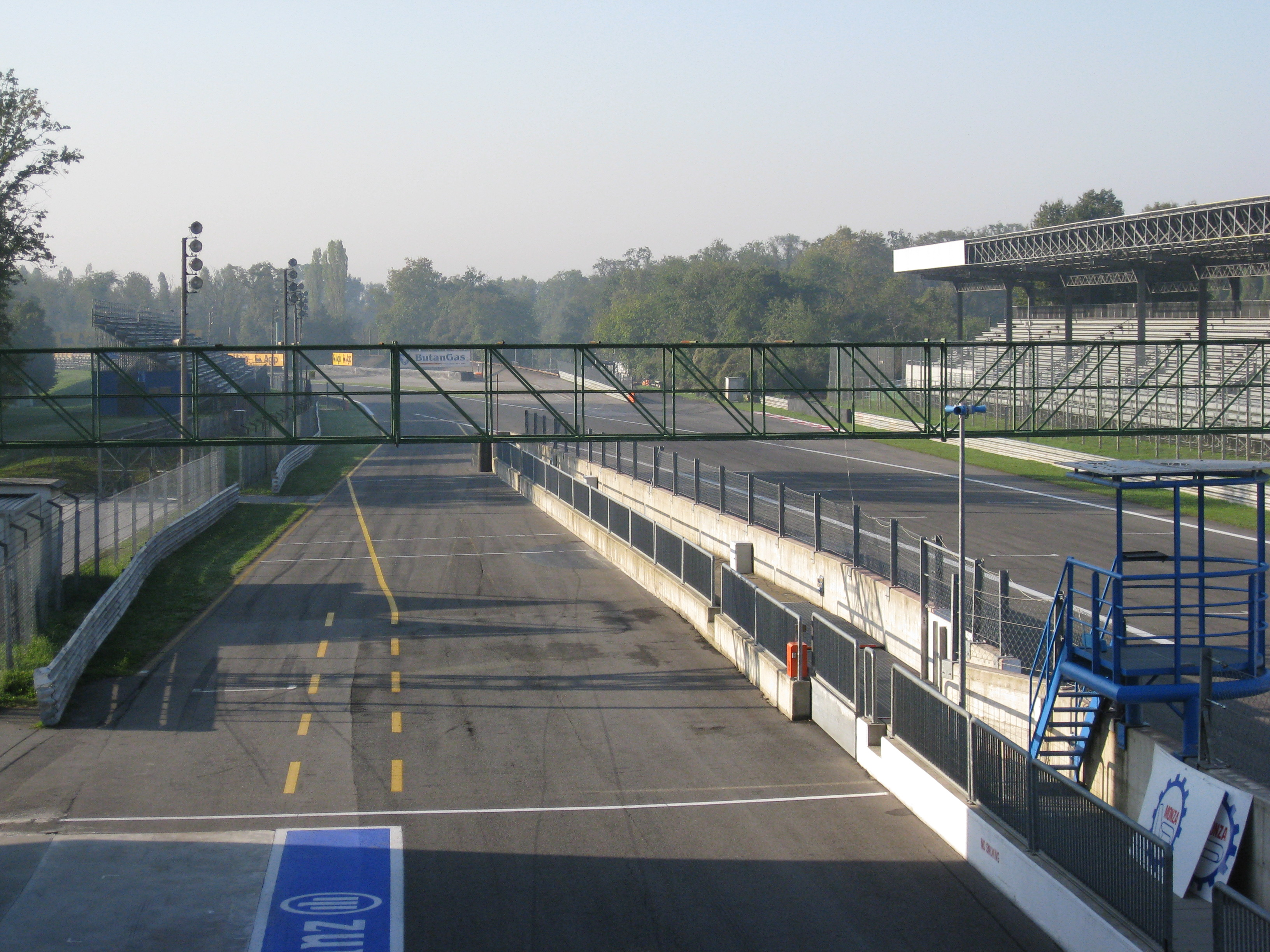
Recta principal